# Революция 1848—1849 годов в Хорватии
Революция 1848—1849 годов в Хорватии — одна из революций 1848 года, проходила на фоне острого политического кризиса Австрийской империи, в состав которой входили хорватские земли. Революция в Венгрии подстегнула национальное возрождение в среде хорватов.

## Хорватский сабор

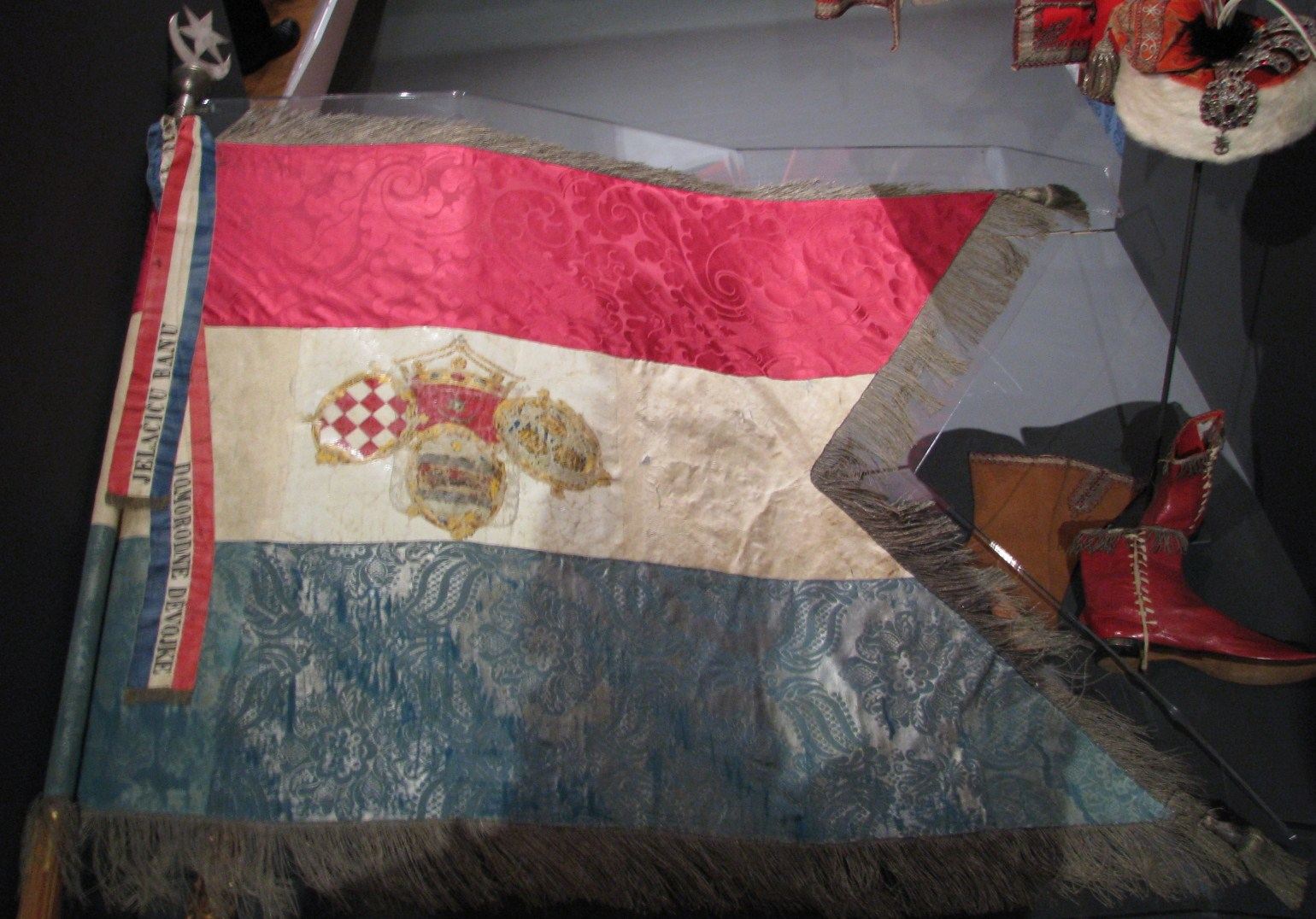
Знамя хорватского бана Елачича

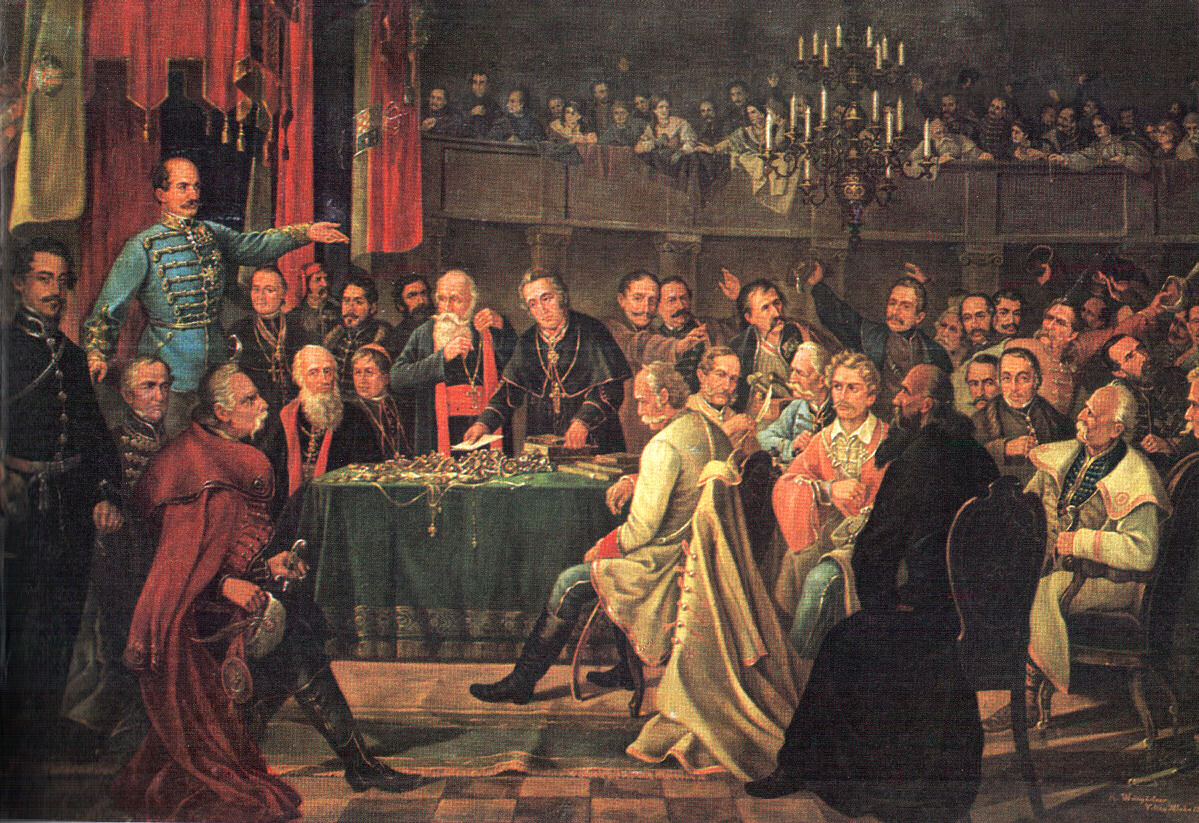
Заседание Хорватского сабора

18 марта 1848 года в Загребе (Аграме) открылись заседания Хорватского Сабора (хорв. Hrvatski sabor), а 22 марта по предложению Людевита Гая австрийский генерал-майор хорватского происхождения Йосип Елачич был избран баном Хорватии. Однако Елачич поначалу отказался принять этот титул как нелегитимный. Тем не менее, австрийский император назначил Елачича военным губернатором Хорватии, и тот 19 апреля заявил о выходе Хорватии из состава Венгрии, при сохранении сюзеренитета Австрии. Хорватия определялась как единство Славонии, Далмации, Истрии и Военной границы. В мае в Хорватии начало свою работу Банское Вече. 5 июня 1848 года Елачич принёс Присягу Бана. Летом 1848 года проходили бесплодные переговоры с австрийскими и венгерскими делегациями о статусе Хорватии.

## Венгеро-хорватский вооруженный конфликт
В итоге венгеро-хорватские противоречия вылились в вооруженный конфликт. 1 сентября Елачич у Вараждина пересёк Драву и без санкции императора вступил на венгерскую территорию, имея 45 000 солдат плюс 10 000 хорватских повстанцев. Ему покорилась область Меджимурье. 26 сентября Армия Елачича захватила Секешфехервар. 29 сентября она достигла озера Веленце , где встретилась с венгерской армией Яноша Мога. Сражение у Пакозда длилось несколько часов и закончилось победой венгров. 
1 октября хорватская армия Елачича отступила в сторону Вены, где впоследствии приняла участие в подавлении Венского восстания. Борьба против венгров сплотила австрийцев и хорватов. Всю дальнейшую Венгерскую войну они действовали заодно. В декабре 1848 года хорватская армия воевала в Западной Венгрии, заняв города Мошонмадьяровар, Дьёр и Пешт. Однако в апреле 1849 года после Сражения при Ишасеге Елачич был оттеснен в Хорватию (Осиек).

## Итоги
Хорватская революции 1848 года не достигла всех поставленных целей, однако позволила консолидироваться хорватским землям под скипетром австрийского императора. Лишь в 1868 году на основании венгерско-хорватских соглашений появилось Королевство Хорватия и Славония, которое хотя входило в состав Венгрии, однако имело собственный парламент (сабор) и правительство (хорв. Zemaljska vlada) во главе с баном. Также закреплялись права хорватского языка на территории Хорватии. Идеи иллиризма сменились концепцией австрославизма, а затем и хорватского национализма (Хорватская партия права, породившая впоследствии усташей).